# Araçariguama (ort)
Araçariguama är en ort i Brasilien.   Den ligger i kommunen Araçariguama och delstaten São Paulo, i den sydöstra delen av landet, 900 km söder om huvudstaden Brasília. Araçariguama ligger 706 meter över havet och antalet invånare är 17 085.
Terrängen runt Araçariguama är kuperad åt sydost, men åt nordväst är den platt. Runt Araçariguama är det ganska tätbefolkat, med 96 invånare per kvadratkilometer.. Närmaste större samhälle är Santana de Parnaíba, 14,6 km öster om Araçariguama.
Omgivningarna runt Araçariguama är en mosaik av jordbruksmark och naturlig växtlighet.